# 하르당에르비다 국립공원

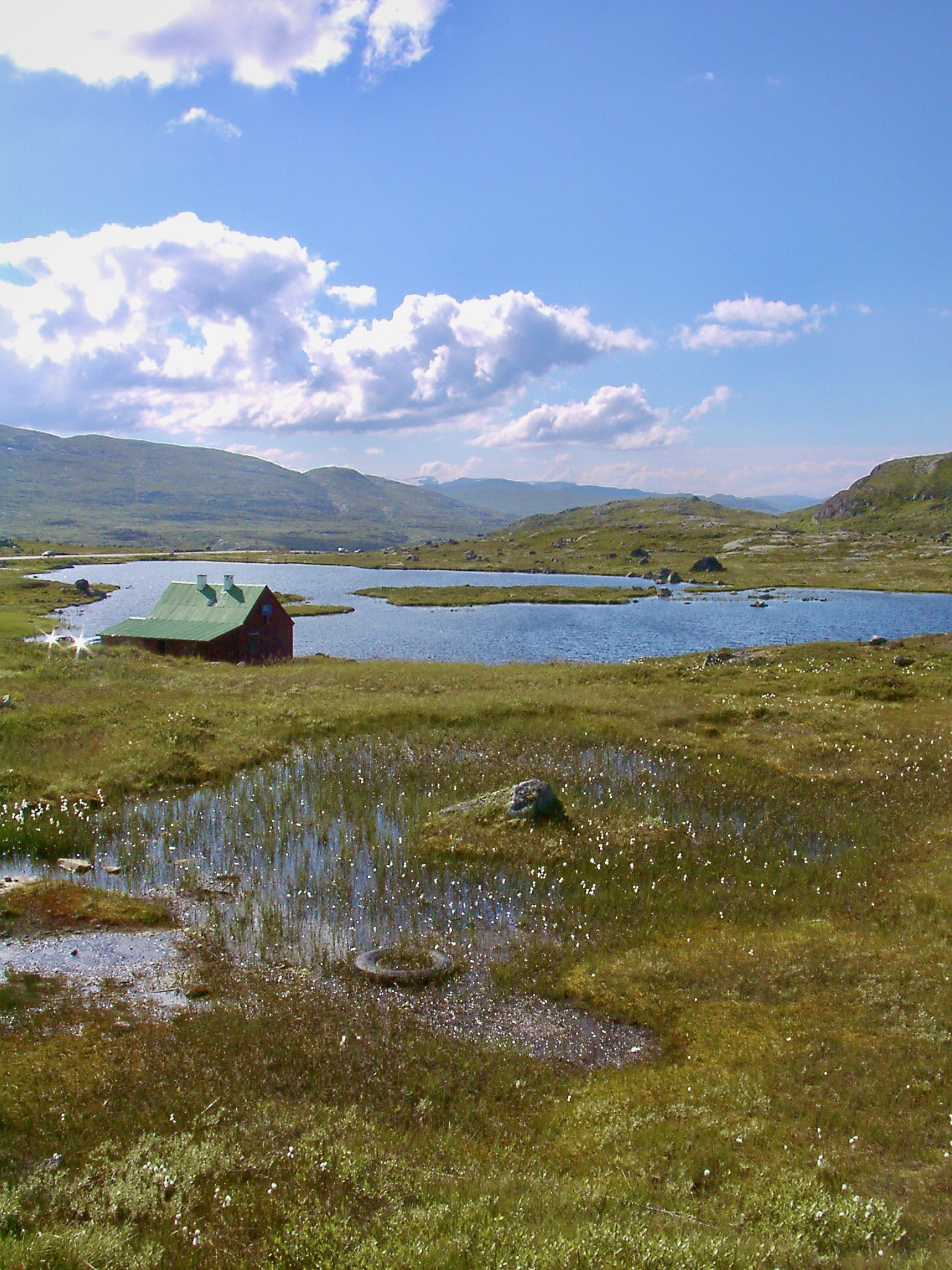
하르당에르비다 국립공원

하르당에르비다 국립공원(노르웨이어: Hardangervidda nasjonalpark)는 노르웨이 텔레마르크주 리우칸에 위치한 국립공원이다.